# Callianassa japonica
Callianassa japonica är en kräftdjursart som beskrevs av Ortmann 1891. Callianassa japonica ingår i släktet Callianassa och familjen Callianassidae. Inga underarter finns listade i Catalogue of Life.